# Cascate di Torc
Le cascate di Torc si sviluppano lungo il torrente Torc, che scorre all'interno del Parco nazionale di Killarney. Le acque del torrente partono da un laghetto montano denominato “Devil's Punch Bowl” (la boccia da punch del diavolo) e si gettano nel lago Muckross. Il tratto scosceso dove si sviluppano le cascate è formato da arenaria.
Facilmente accessibili, le cascate si possono raggiungere con una breve passeggiata lungo un sentiero boschivo che parte da un parcheggio situato a 8 km da Killarney, lungo la statale N71 che collega Killarney a Kenmare. Il salto delle cascate è di 18 m circa.
Grazie all'accessibilità del posto la visita alle cascate è spesso effettuata durante il percorso turistico del Giro del Kerry.
Il sentiero prosegue verso la vetta del monte Torc.